# Dental Materials
Dental Materials, abgekürzt Dent. Mater., ist eine wissenschaftliche Fachzeitschrift, die vom Elsevier-Verlag veröffentlicht wird. Die Zeitschrift ist das offizielle Publikationsorgan der Academy of Dental Materials und erscheint mit zwölf Ausgaben im Jahr. Es werden Arbeiten veröffentlicht, die sich mit den Eigenschaften und der Leistungsfähigkeit von Werkstoffen aus der Zahnmedizin beschäftigen.
Der Impact Factor lag im Jahr 2012 bei 3,773. Nach der Statistik des ISI Web of Knowledge wird das Journal mit diesem Impact Factor in der Kategorie Zahnmedizin & Kieferchirurgie an vierter Stelle von 83 Zeitschriften und in der Kategorie Materialwissenschaft, Biomaterialien an vierter Stelle von 27 Zeitschriften geführt.